# Лиссабон (регион)
Лиссабон (порт. Região de Lisboa; [ʁɨʒiˈɐ̃w̃ liʒˈboɐ]) — экономико-статистический регион в западной Португалии. Включает в себя южную часть округа Лиссабон и северную часть округа Сетубал. Территория — 2801 км². Население — 2 821 876 человек (2011 год. 27 % населения страны).

## География
Регион граничит:
- на севере — Центр
- на востоке — Алентежу
- на юге — Атлантический океан
- на западе — Атлантический океан

## Субрегионы
Регион включает в себя 2 экономико-статистических субрегиона:
- Большой Лиссабон
- Полуостров Сетубал

## Крупнейшие города
- Лиссабон
- Амадора
- Сетубал
- Алмада
- Баррейру